# Tadeus Reichstein
Tadeusz Reichstein (Włocławek, 20 juli 1897 – Bazel, 1 augustus 1996) was een Pools-Zwitsers scheikundige. Hij won samen met Edward Calvin Kendall en Philip Showalter Hench de Nobelprijs voor Fysiologie of Geneeskunde in 1950. Die beloning volgde op hun werk op het gebied van de hormonen van de bijnierschors, waaruit isolatie van cortison voortkwam.

## Biografie
Reichstein werd geboren in Polen als oudste zoon van Isidor Reichstein en Gastava Brockmann, maar bracht zijn jeugd door in Kiev. Zijn vader werkte daar als ingenieur. Reichstein genoot zijn eerste opleiding op een kostschool in Jena. Toen zijn familie naar Zürich verhuisde kreeg hij eerst privé-les, waarna hij naar de Oberrealschule en de Eidgenössische Technische Hochschule (ETH) ging. Reichstein studeerde daar in 1920 af in scheikunde en werd twee jaar later doctor.
Voor een aantal jaar daarna werkte bij de ETH samen met zijn promotiebegeleider Hermann Staudinger. In 1929 kwalificeerde hij als docent; daarnaast werd hij assistent van Lavoslav Ružička bij ETH waar hij zelf onderzoek mocht doen. Reichsteins vroege werk betrof het identificeren en isoleren van de chemische bestandsdelen in koffie die de smaak en aroma ervan bepalen. In 1933 wist Reichstein, werkend in Zürich, al ascorbinezuur (vitamine C) te isoleren, op hetzelfde moment dat Walter Haworth en zijn medewerkers dat presteerden in het Verenigd Koninkrijk, in een proces dat tegenwoordig het Reichsteinproces wordt genoemd.
In 1934 begon hij onderzoek te doen naar wat hij aanvankelijk geloofde een enkele hormoon te zijn geproduceerd door de "cortex" of buitenste lagen van de bijnieren. Al snel realiseerde hij zich dat de klieren een mix van hormonen aanmaken. Hij slaagde erin om negenentwintig soorten te isoleren en hun individueel te onderzoeken. Hij toonde aan dat deze verbindingen steroïden waren. Zijn werk vormde de opmaat voor het isoleren en de uiteindelijk synthese van deoxycorticosteron, voor de behandeling van de ziekte van Addison, en cortison, die gebruikt werd voor de behandeling van reumatoïde artritis. Het was voor deze laatstgenoemde prestatie dat Reichstein meedeelde in de Nobelprijs van 1950.

## Persoonlijk
Reichstein trouwde in 1927 met de Nederlandse jkvr. Henriette Louise Quarles van Ufford (1898-1993), lid van de familie Quarles, met wie hij één dochter kreeg. Haar zus jkvr. Madeleine Quarles van Ufford (1894-1975) was in 1925 getrouwd met zijn broer, prof. dr. Adam Reichstein (1899-1988). Reichstein werd in 1952 verkozen als een Foreign Fellow of the Royal Society. Het belangrijkste industriële proces voor het kunstmatig isoleren van vitamine C draagt nog steeds zijn naam.

## Trivia
- De Zwitserse chemica en onderneemster Marguerite Steiger (1909-1990) was tot 1938 bij Reichstein in dienst.[1]

- Base de données des élites suisses: 76964
- Author citation (botany): Reichst.
- CiNii: DA0356718X
- Gemeinsame Normdatei: 118934236
- Historisch woordenboek van Zwitserland: 014611
- International Standard Name Identifier: 0000 0001 0961 5464
- Library of Congress Control Number: nr90007166
- Nationale Bibliotheek van Tsjechië: nlk20010094871
- Nationale Bibliotheek van Israël: 987007499127805171
- Nationale Bibliotheek van Polen: a0000001187206
- Réseau des bibliothèques de Suisse occidentale: 02-A003734656
- SNAC: w6mp6bcn
- Système universitaire de documentation: 256927944
- Museum of New Zealand Te Papa Tongarewa: 69891
- Virtual International Authority File: 26912896
- WorldCat: E39PBJdx3WPjdBfkymMjbMQyVC

1901: Behring · 
1902: Ross · 
1903: Finsen · 
1904: Pavlov · 
1905: Koch · 
1906: Golgi, Ramón y Cajal · 
1907: Laveran · 
1908: Mechnikov, Ehrlich · 
1909: Kocher · 
1910: Kossel · 
1911: Gullstrand · 
1912: Carrel · 
1913: Richet ·
1914: Bárány · 
1919: Bordet · 
1920: Krogh · 
1922: Hill, Meyerhof · 
1923: Banting, Macleod · 
1924: Einthoven ·
1926: Fibiger · 
1927: Wagner-Jauregg · 
1928: Nicolle · 
1929: Eijkman, Hopkins · 
1930: Landsteiner · 
1931: Warburg · 
1932: Sherrington, Adrian · 
1933: Morgan · 
1934: Whipple, Minot, Murphy · 
1935: Spemann · 
1936: Dale, Loewi · 
1937: Szent-Györgyi · 
1938: Heymans · 
1939: Domagk · 
1943: Dam, Doisy · 
1944: Erlanger, Gasser · 
1945: Fleming, Chain, Florey · 
1946: Muller · 
1947: C. Cori, G. Cori, Houssay · 
1948: Müller · 
1949: Hess, Moniz · 
1950: Kendall, Reichstein, Hench · 
1951: Theiler · 
1952: Waksman · 
1953: Krebs,Lipmann ·
1954: Enders, Weller, Robbins · 
1955: Theorell · 
1956: Cournand, Forssmann, Richards · 
1957: Bovet · 
1958: Beadle, Tatum, Lederberg · 
1959: Ochoa, Kornberg · 
1960: Burnet, Medawar · 
1961: Békésy · 
1962: Crick, Watson, Wilkins · 
1963: Eccles, Hodgkin, Huxley · 
1964: Bloch, Lynen · 
1965: Jacob, Lwoff, Monod · 
1966: Rous, Huggins · 
1967: Granit, Hartline, Wald · 
1968: Holley, Khorana, Nirenberg · 
1969: Delbrück, Hershey, Luria · 
1970: Katz, Euler, Axelrod · 
1971: Sutherland · 
1972: Edelman, Porter · 
1973: Frisch, Lorenz, Tinbergen · 
1974: Claude, De Duve, Palade · 
1975: Baltimore, Dulbecco, Temin ·
1976: Blumberg, Gajdusek · 
1977: Guillemin, Schally, Yalow · 
1978: Arber, Nathans, Smith · 
1979: Cormack, Hounsfield · 
1980: Benacerraf, Dausset, Snell · 
1981: Sperry, Hubel, Wiesel · 
1982: Bergström, Samuelsson, Vane · 
1983: McClintock · 
1984: Jerne, Köhler, Milstein · 
1985: Brown, Goldstein · 
1986: Cohen, Levi-Montalcini · 
1987: Tonegawa · 
1988: Black, Elion, Hitchings · 
1989: Bishop, Varmus · 
1990: Murray, Thomas · 
1991: Neher, Sakmann · 
1992: Fischer, Krebs · 
1993: Roberts, Sharp · 
1994: Gilman, Rodbell · 
1995: Lewis, Nüsslein-Volhard, Wieschaus · 
1996: Doherty, Zinkernagel · 
1997: Prusiner · 
1998: Furchgott, Ignarro, Murad · 
1999: Blobel · 
2000: Carlsson, Greengard, Kandel ·
2001: Hartwell, Hunt, Nurse · 
2002: Brenner, Horvitz, Sulston · 
2003: Lauterbur, Mansfield · 
2004: Axel, Buck · 
2005: Marshall, Warren ·
2006: Fire, Mello ·
2007: Capecchi, Smithies, Evans ·
2008: Zur Hausen, Barré–Sinoussi, Montagnier ·
2009: Blackburn, Greider, Szostak ·
2010: Edwards ·
2011: Beutler, Hoffmann, Steinman ·
2012: Gurdon, Yamanaka ·
2013: Rothman, Schekman, Südhof ·
2014: O'Keefe, Moser, Moser ·
2015: Campbell, Omura, Tu ·
2016: Osumi ·
2017: Hall, Rosbash, Young ·
2018: Allison, Honjo ·
2019: Kaelin, Ratcliffe, Semenza ·
2020: Alter, Houghton, Rice ·
2021: Julius, Patapoutian ·
2022: Pääbo ·
2023: Karikó, Weissman ·
2024: Ambros, Ruvkun